# Lunca de Sus
Lunca de Sus (deutsch Gimesch, ungarisch Gyimesfelsőlok) ist eine Gemeinde im Kreis Harghita, in der Region Siebenbürgen in Rumänien.
Der Ort Lunca de Sus ist auch unter der ungarischen Bezeichnung Csíkgyimeslok bekannt.

## Geographische Lage

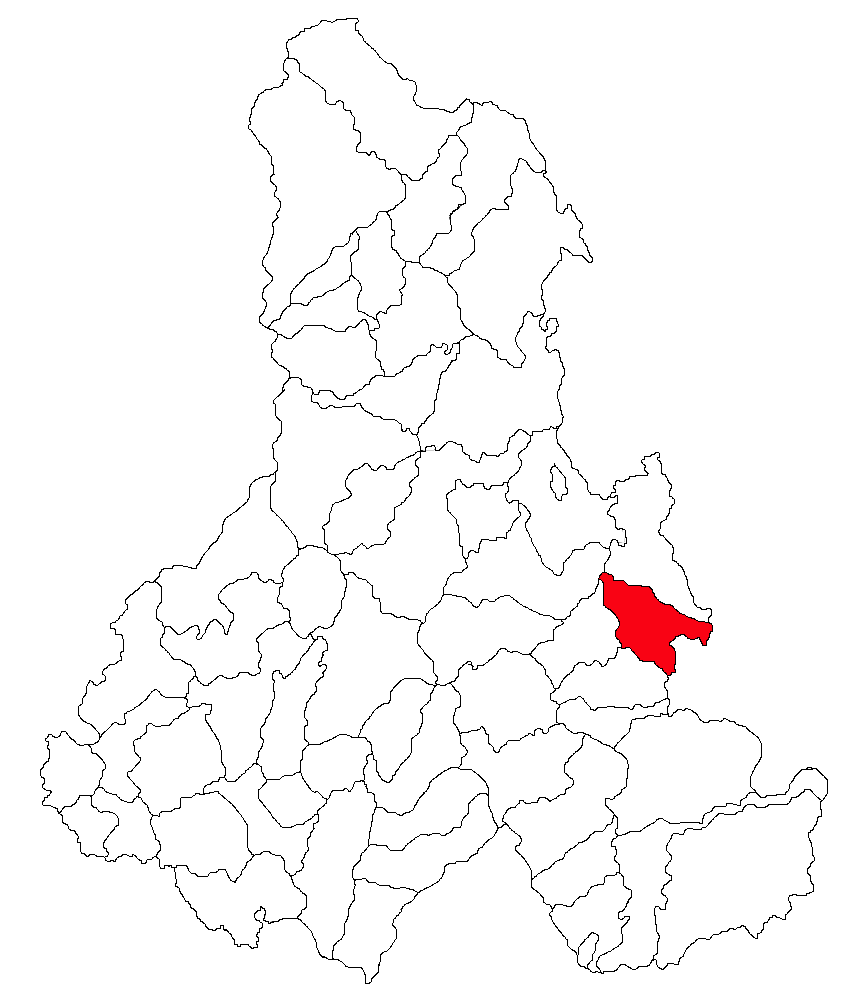
Lage der Gemeinde Lunca de Sus im Kreis Harghita

Die Gemeinde Lunca de Sus liegt östlich des Siebenbürgischen Beckens in den Nordwestausläufern des Ciucului-Gebirges – ein Teilgebirge der Ostkarpaten – in der historischen Region Szeklerland im Osten des Kreises Harghita. Der Ort Lunca de Sus liegt an der Mündung des Ugra in den Trotuș, an der Nationalstraße (Drum național) DN12A und der Bahnstrecke Sfântu Gheorghe–Siculeni–Adjud etwa 30 Kilometer nordöstlich von der Kreishauptstadt Miercurea Ciuc (Szeklerburg) entfernt.
Die eingemeindeten Dörfer liegen alle auf einer Höhe über 900 m; das Dorf Păltiniș-Ciuc auf 1006 m.

## Geschichte
Der mehrheitlich von Szeklern bewohnte Ort Lunca de Sus wurde 1786 erstmals urkundlich erwähnt.
Auf dem Areal des eingemeindeten Dorfes Comiat (Komjádpataka) befindet sich eine Grabungsstätte bei einer ehemaligen römisch-katholischen Kapelle.
Zur Zeit des Königreichs Ungarn gehörte Lunca de Sus dem Stuhlbezirk Felcsík in der Gespanschaft Tschick (rumänisch Comitatul Ciuc), anschließend dem historischen Kreis Ciuc und seit 1950 dem heutigen Kreis Harghita an.

## Bevölkerung
Die Bevölkerung in der heutigen Gemeinde Lunca de Sus entwickelte sich wie folgt:
| Volkszählung | Volkszählung | Ethnische Zusammensetzung | Ethnische Zusammensetzung | Ethnische Zusammensetzung | Ethnische Zusammensetzung |
| Jahr         | Bevölkerung  | Rumänen                   | Magyaren                  | Deutsche                  | andere                    |
| ------------ | ------------ | ------------------------- | ------------------------- | ------------------------- | ------------------------- |
| 1850         | 0742         | 32                        | 0710                      | -                         | -                         |
| 1930         | 2811         | 64                        | 2730                      | 2                         | 15                        |
| 1956         | 3950         | 575                       | 3357                      | 12                        | 6                         |
| 2002         | 3424         | 98                        | 3326                      | -                         | -                         |
| 2011         | 3242         | 34                        | 3148                      | -                         | 60                        |
| 2021         | 3218         | 35                        | 3045                      | -                         | 138                       |

Seit 1850 wurde in der heutigen Gemeinde die höchste Einwohnerzahl, sowie die der Magyaren, Rumänen und die der Rumäniendeutschen 1956, und die der Roma (19) 1941 ermittelt.

## Sehenswürdigkeiten
Außer der römisch-katholischen Kirche in Izvorul Trotușului (Sántatelek) und der Kapelle in Comitat, sind in der Gemeinde Lunca de Sus keine nennenswerte Sehenswürdigkeiten vermerkt.

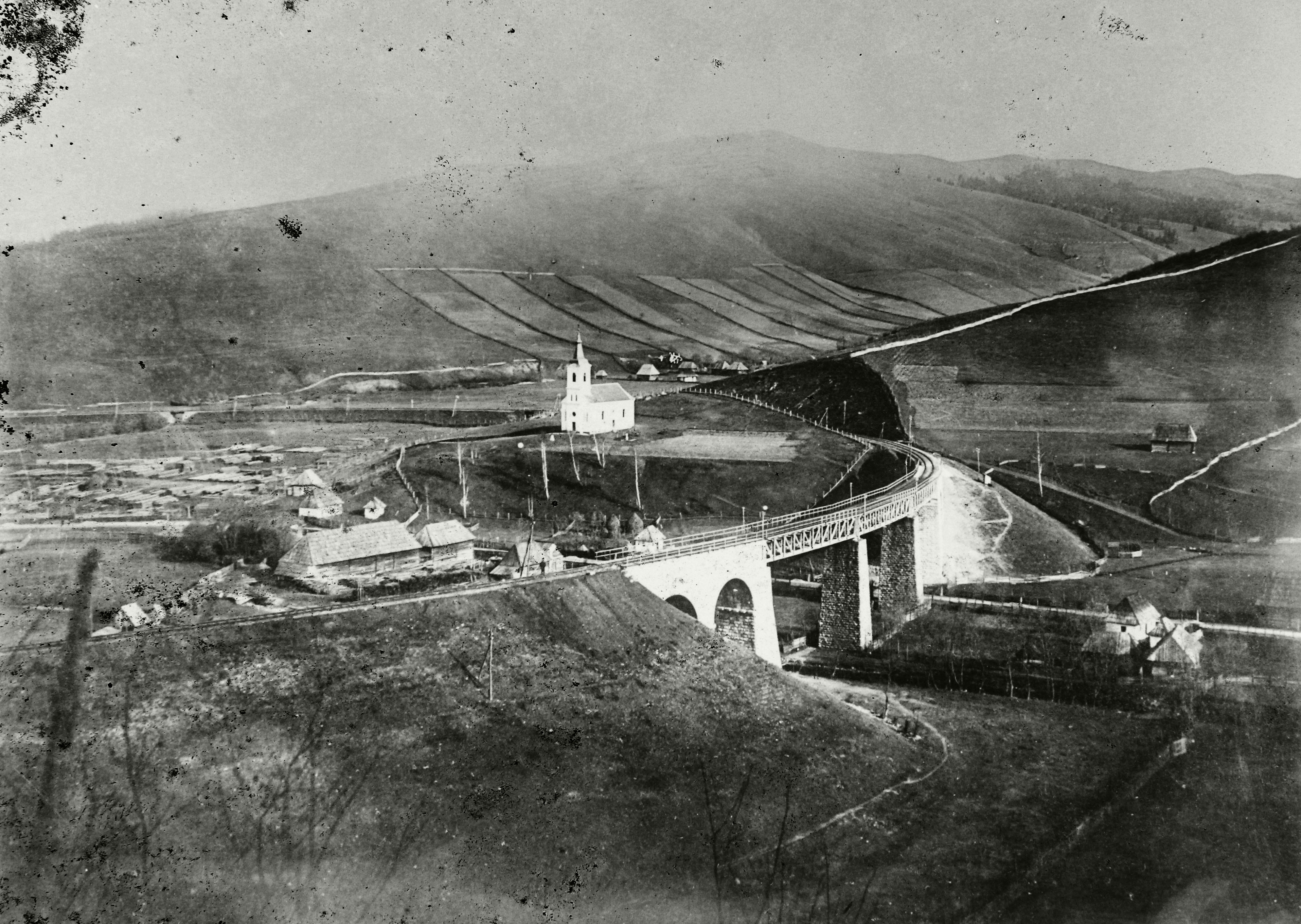
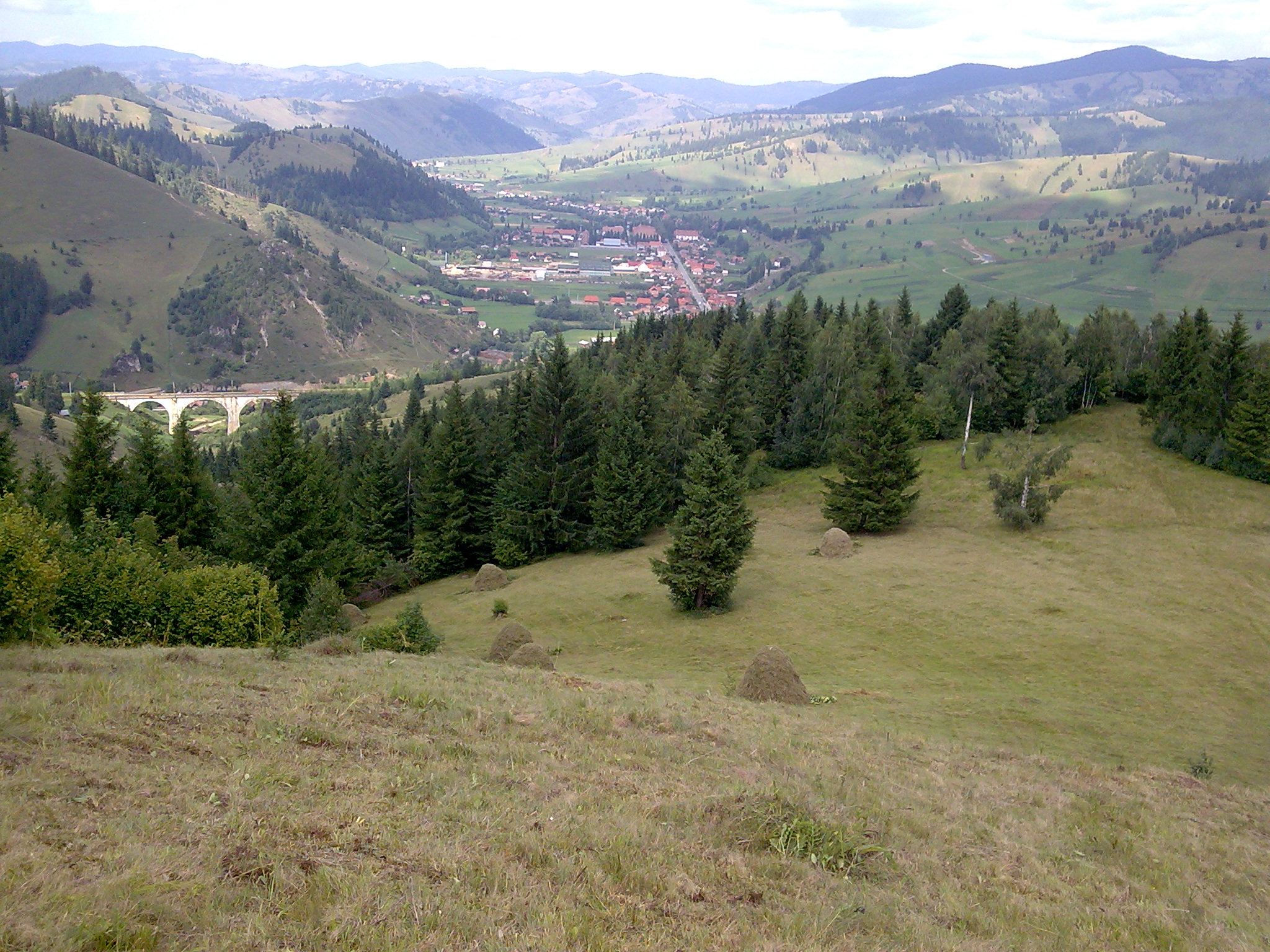
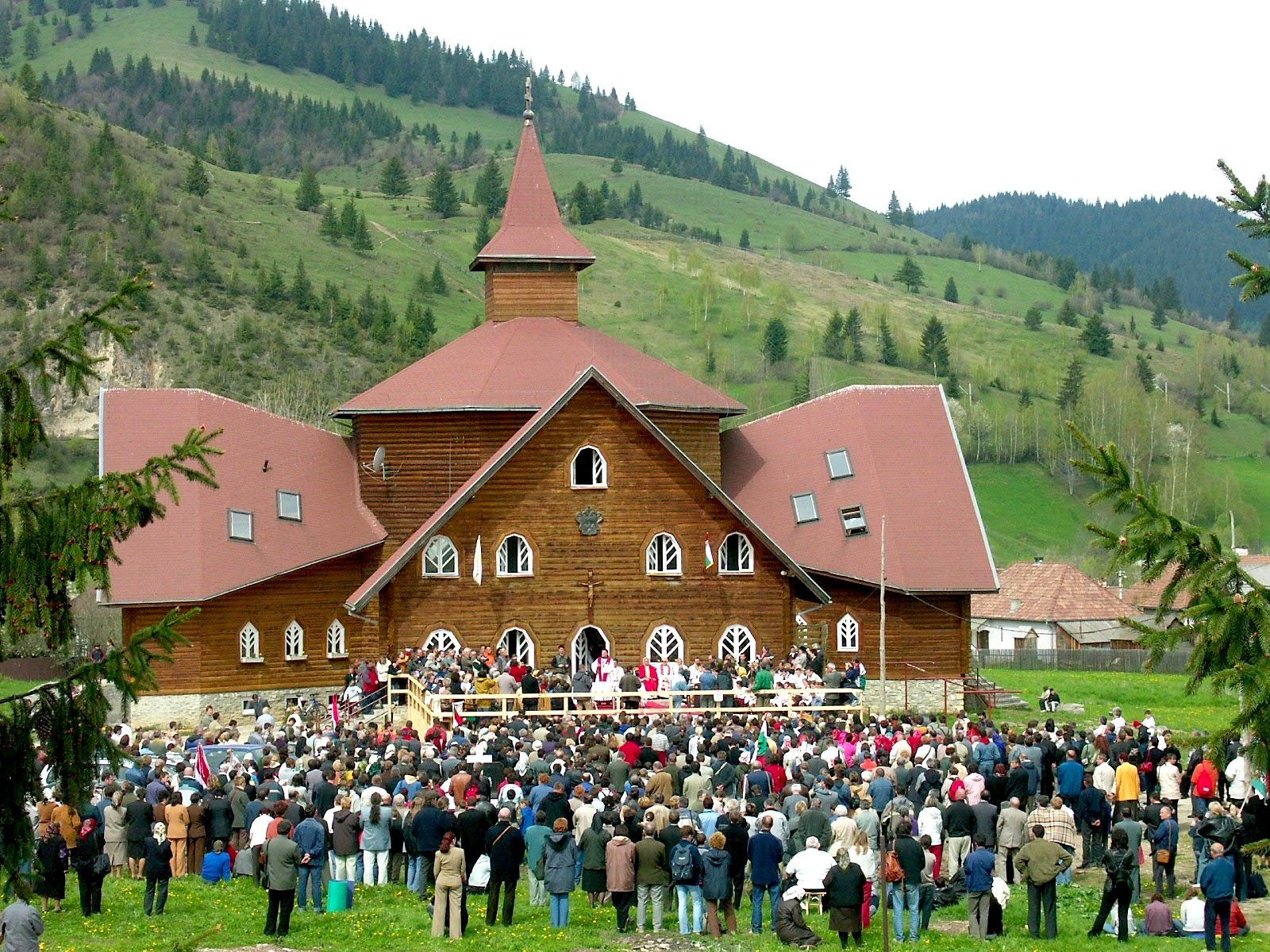